# Zbiornik Kujbyszewski
Zbiornik Kujbyszewski (ros. Куйбышевское водохранилище) – jezioro zaporowe w Rosji, na Wołdze o powierzchni 6.450 km². Największe jezioro zaporowe na tej rzece i w całej Europie oraz trzecie pod względem wielkości na świecie.